# حملة توران شاه على النوبة
حملة توران شاه على النوبة هي حملة عسكرية في عام 1173، بين النوبيين في صعيد مصر والقوات الكردية للقائد الأيوبي توران شاه.

## الخلفية
كان النوبيون والمصريون منخرطين منذ فترة طويلة في سلسلة من المناوشات على طول منطقة الحدود بين بلديهما في صعيد مصر، لكن الفاطميين بسياساتهم استمالوا النوبيين من خلال الضخ في اقتصاد جنوب مصر. وبعد عزل الفاطميين، ارتفعت التوترات وزادت المناوشات النوبية في المدن الحدودية المصرية، وبلغت ذروتها في حصار أسوان من في أواخر عام 1172 إلى أوائل عام 1173 حيث كان بعض هؤلاء النوبيون جنودًا فاطميين سابقًا. طلب محافظ أسوان، في دولة الكنوز، وهو مسؤول فاطمي سابق، المساعدة العسكرية من صلاح الدين، فوافق على إرسالها.

## غزو ونهب النوبة
بدأ الرد الأيوبي عندما أرسل صلاح الدين توران شاه مع قوة من القوات الكردية لتحرير أسوان، لكن الجنود النوبيين كانوا قد غادروا بالفعل. ومع ذلك، غزا توران شاه مدينة إبريم النوبية وأعطى الإقطاع لقائده الكردي إبراهيم الكردي واستولى على ممتلكات النوبيين. ثم قام تورانشاه بعد ذلك بشن سلسلة من الغارات ضد النوبيين ونهب مناطقهم وقتل جمعًا منهم. ويبدو أن هجماته كانت شديدة الجرأة للغاية، مما دفع الملك النوبي المتمركز في دنقلا إلى طلب الهدنة. ويبدو أن تورانشاه كان حريصًا على الغزو، لكنه لم يكن على استعداد لقبول العرض حتى زار مبعوثه ملك النوبة وأبلغه أن البلاد بأكملها فقيرة ولا تستحق الاحتلال وأخذها من النوبيين. وعلى الرغم من أن الأيوبيين سهجمون مستقبلًا ضد النوبيين، إلا أن تورانشاه وضع نصب عينيه أراضٍ أكثر ربحية. وقد اكتسب ثروة كبيرة في مصر بعد حملته ضد النوبة، وأحضر معه العديد من العبيد النوبيين.

## العواقب
في عام 1174م، أطلق حاكم كنوز الدولة ثورة ضد الأيوبيين لإعادة الفاطميين. وحصل على دعم القبائل العربية الأخرى في المنطقة والأفواج الأفريقية، وسعى للانضمام إلى ثورة عباس بن شادي، زعيم القبائل العربية في مصر الوسطى. قبل أن يتمكن بنو كنز من الارتباط بالعباس، هزمت قوات صلاح الدين بقيادة أبي الهيجاء [الإنجليزية] العباسَ وقتلته. وتقدم الجيش الأيوبي لمواجهة بني كنز، الذين هُزموا بعد معارك كبرى في أسوان. وفي نهاية المطاف قُبض على ابن المتوكل وأُعدم في أعقاب هزيمة جيشه.

## طالع أيضًا
- الأسرة الأيوبية
- النوبة
- توران شاه